# Архітектурний факультет Варшавського політехнічного університету
Архітектурний факультет Варшавського політехнічного університету (WA PW) – один із провідних науково-освітніх осередків у Польщі у галузі архітектури та містобудування.

## Історична довідка
1915 рік: Заснування факультету архітектури в складі Варшавської політехніки. Першим деканом став Юзеф Піус Дзеконський, видатний архітектор, який зробив значний внесок у розвиток польської архітектури на межі XIX і XX століть.
Міжвоєнний період: Факультет став центром формування сучасної польської архітектури. Серед видатних професорів того часу були Станіслав Ноаковський, Рудольф Свєрчинський, Тадеуш То́лвінський, Ян Олаф Хмелевський та Оскар Сосновський. Вони впроваджували нові підходи в архітектурному проектуванні та містобудуванні, зокрема в галузі охорони пам'яток та архітектури ландшафту.
Друга світова війна: Під час окупації факультет продовжував діяльність у підпіллі, організовуючи таємне навчання студентів. У будівлі факультету зберігалися цінні архіви польської архітектури. Під час Варшавського повстання 1944 року на території факультету діяли шпиталь та база Армії Крайової.
Післявоєнний період: Факультет став осередком відновлення польської архітектури. Серед викладачів були Ромуальд Гутт, Богдан Лахерт, Здзіслав Монченський, Шимон Сиркус та Богдан Пневський. Вони сприяли розвитку "польської школи консервації пам'яток", яка поєднувала архітектурну творчість з історичними дослідженнями.

## Галузі навчання
Факультет пропонує навчання за програмами:
- першого та другого циклів (бакалаврського та магістерського рівнів) польською мовою за спеціальністю архітектура і містобудування у формах:
  - денній (стаціонарній),
  - заочній;
- магістерську програму англійською мовою – Architecture for Society of Knowledge, орієнтовану на інтернаціональних студентів і націлену на поєднання архітектурного проєктування з інформаційними технологіями та інноваціями;
- докторську школу (третій цикл навчання) в рамках міждисциплінарної програми Варшавського політехнічного університету;
- аспірантські (післядипломні) студії з таких спеціалізацій:
  - просторове планування;
  - охорона культурної спадщини;
  - міське планування та просторове управління;
  - оцінка нерухомості.

## Сучасна структура
Окремий науково-освітній підрозділ факультету — Кафедра міського планування та просторового управління (Katedra Gospodarki Przestrzennej i Urbanistyki) — проводить міждисциплінарні дослідження в галузях урбаністики, просторового аналізу, регіональної політики, ландшафтного та стійкого розвитку. У рамках кафедри організовуються фахові семінари з просторового планування, що об’єднують студентів, дослідників та практиків.
- Основні кафедри та студії:

Кафедра проектування конструкцій, будівництва та технічної інфраструктури
Кафедра архітектурного проектування
- Студія автоматизованого архітектурного проектування
- Студія архітектури громадських будівель
- Студія архітектури виставок та ярмарків

Кафедра основ архітектурного та міського дизайну
- Студія сакральної та монументальної архітектури
- Студія міської композиції
- Студія міського дизайну
- Семінар з планування центральних районів
- Семінар з прикладного міського планування

Кафедра міського дизайну та сільського ландшафту
Кафедра історії універсальної архітектури:
- Відділ охорони пам'яток
- Незалежна студія малювання, живопису та скульптури

Кафедра польської архітектури:
- Польська архітектурна студія
- Семінар з історії міського будівництва.

Незалежна студія проекологічної архітектури
Незалежна студія промислової та великопросторової архітектури
Кафедра сучасної архітектури, інтер'єрів та промислових форм:
- Студія архітектури та сучасного мистецтва
- Студія інтер'єрної архітектури та промислових форм.

Кафедра житлового будівництва та ландшафтної архітектури:
- Студія ландшафтної архітектури
- Воркшоп «Архітектура в культурному контексті»
- Семінар з питань житлового середовища в місті
- Студія дизайну житлових комплексів
- Студія архітектурного дизайну.

Кафедра будівництва, інфраструктури та інвестиційної економіки:
- Семінар з основ економічного та екологічного дизайну
- Семінар з фізики будівництва та монтажу
- Студія дизайну будівельних елементів

## Міжнародна співпраця
Факультет є членом кількох європейських та американських професійних асоціацій, таких як EAAE, ECAADE, AESOP, ACSA та ACADIA. Щороку близько 60 студентів мають можливість навчатися протягом одного або двох семестрів у рамках програми Erasmus+ в одній з приблизно 20 європейських архітектурних шкіл, з якими факультет співпрацює.

## Керівництво факультету (2020–2024)
- Декан:
- Доктор габілітований наук в галузі технічних наук, архітектор Кшиштоф Кошевський  (польською: dr hab. inż. arch. Krzysztof Koszewski)
- Заступник декана з загальних питань:
- Доктор наук в галузі технічних наук, архітектор Єжи Грохульський (польською: dr inż. arch. Jerzy Grochulski)
- Заступник декана з питань студентів:
- Доктор наук Івона Шустакевич
- (польською: dr Iwona Szustakiewicz)
- Заступник декана з науки та розвитку:
- Доктор габілітований наук в галузі технічних наук, професор Варшавської політехніки, архітектор Кристина Соларек
- (польською: dr hab. inż. arch. prof. PW Krystyna Solarek)
- Заступник декана з питань досліджень та докторських програм:
- Доктор наук в галузі технічних наук, професор Варшавської політехніки, архітектор Мирослав Ожеховський
- (польською: dr inż. arch. prof. PW Mirosław Orzechowski)

## Декани[4](неповний список)
- 1915-1917:  Йосип Дзьєконський
- 1917-1920: prof. zw. arch. Чеслав Доманєвський
- 1920-1923: prof. zw. arch  Станіслав Ноаковський
- 1923-1925: prof. zw. inż. arch.Кароль Янковський
- 1925-1927: prof. zw. arch. Мар'ян Лалевич
- 1927-1929: prof. zw. inż. arch. Чеслав Пшибильський
- 1929-1931: prof. zw. dr. Зигмунт Камінський
- 1931-1934: prof. zw. inż. arch. Рудольф Свірчевський
- 1936-1937: prof. zw. dr. Зигмунт Камінський
- 1937-1938: prof. zw. inż. arch. Тадеуш Толвінський
- 1938-1939: prof. zw. dr hab. inż  Стефан Брила
- 1946-1947: prof. zw. dr inż. arch. Ромуальд Гутт
- 1947-1948: prof. zw. dr hab. inż. arch. Лех Нємойський
- 1950-1954: prof. zw. inż. arch. Богдан Ляхерт
- 1954-1957: prof. nzw. inż arch. Вітольд Плапіс
- 1957-1958: prof. zw. dr hab. inż. arch.Францішек Пясчик
- 1958-1960: prof. nzw. dr inż. arch. Станіслав Брукальський
- 1964-1966: prof. nzw. dr inż. arch. Стефан Творковський
- 1966-1971: prof. zw. dr hab. inż. arch. Францішек Пясчик
- 1971-1973: prof. nzw. inż arch. Збігнєв Карпінський
- 1973-1975: prof. nzw. dr hab inż. arch. Юліус Яскевич
- 1975-1981: prof. nzw. dr inż. arch. Станіслав Бєнконський
- 1981-1987: prof. nzw. dr hab. inż. Адам Збігнєв Павловський
- 1987-1990: prof. dr inż. arch. Мацей Ґінтовт
- 1990–1994: prof. dr hab. inż. arch. Конрад Куча-Кучинський
- 1994–2002: prof. zw. dr hab. inż. arch. Стефан Врона
- 2002–2008: prof. zw. dr hab. inż. arch. Мацей Кисяк
- 2008–2016: prof. zw. dr hab. inż. arch. Стефан Врона
- 2016–2020: prof. dr hab. inż. arch. Ян Слик
- 2020–obecnie: dr hab. inż. arch. Кшиштоф Кошевський

## Пояснення титулів:
1. prof. zw. arch.
profesor zwyczajny architekt
🔹 Ординарний професор архітектор
— повний державний професорський титул (найвищий), у галузі архітектури.

#### profesor zwyczajny inżynier architekt
🔹 Ординарний професор, інженер-архітектор
— ординарний професор, що має технічну інженерну освіту і спеціалізацію з архітектури.

#### profesor zwyczajny doktor
🔹 Ординарний професор, доктор
— професорський титул, який має науковий ступінь доктора (PhD), але без габілітації (може бути рідкісним або історичним випадком).

#### profesor zwyczajny doktor habilitowany inżynier
🔹 Ординарний професор, доктор габілітований, інженер
— титул професора, що має ступінь доктора габілітованого (після докторський ступінь), а також освіту інженера (технічного фаху)

#### profesor zwyczajny doktor habilitowany inżynier architekt
🔹 Ординарний професор, доктор габілітований, інженер-архітектор
— повний державний професор із габілітацією, технічною освітою та фахом архітектора.

#### profesor nadzwyczajny inżynier architekt
🔹 Надзвичайний професор, інженер-архітектор
— академічний професор (не державний), присвоюється університетом особам зі ступенем доктора габілітованого, які займають посаду професора (але ще не мають президентського звання "prof. zw.").
7. Prof. zw.
profesor zwyczajny
→ Ординарний професор, тобто повноправний професор з державним (титулярним) званням, яке присвоює Президент Республіки Польща. Це найвищий академічний титул у Польщі, вищий за професора університету (prof. uczelni або prof. PW).

### Контекст і відмінності:
- prof. zw. (profesor zwyczajny) – титул присвоює Президент Польщі — найвищий науковий титул.
- prof. nzw. (profesor nadzwyczajny) – академічна посада, яку присвоює університет.
- dr hab. – доктор габілітований, вищий рівень після ступеня доктора (PhD), дозволяє викладати в університетах, керувати дисертаціями та займати професорські посади.
- inż. arch. – вказує на спеціалізацію: інженер-архітектор.

## Виноски
1. ↑  Historia Wydziału / Wydział / Strona główna - Wydział Architektury Politechniki Warszawskiej. www.arch.pw.edu.pl. Процитовано 24 травня 2025.
2. ↑  Historia Politechniki Warszawskiej | Politechnika Warszawska. www.pw.edu.pl (пол.). Процитовано 24 травня 2025.
3. ↑  Wydział / Strona główna - Wydział Architektury Politechniki Warszawskiej. arch.pw.edu.pl. Процитовано 24 травня 2025.
4. ↑  Katarzyna Dankiewicz, Jadwiga Roguska, Iwona Szustakiewicz, Paweł Wąsowski, Stefan Wrona, ред. (2017), 100 lat Wydziału Architektury Politechniki Warszawskiej (1915-2015): nauczyciele: praca zbiorowa, Warszawa: Oficyna Wydawnicza Politechniki Warszawskiej, ISBN 978-83-7814-620-9

## Контактна інформація
Адреса: вул. Косикова 55, 00-695 Варшава, Польща
Вебсайт: https://www.pw.edu.pl/uczelnia/wydzial-architektury?utm_source=chatgpt.com

## Зовнішні посилання
- Веб-сайт WA PW